# Persone di nome Fulvio
| Questa pagina contiene informazioni ricavate automaticamente dalle voci biografiche con l'ausilio del template Bio e di un bot. L'aggiornamento è periodico e automatico e ricostruisce completamente la pagina. Se manca una persona in questa lista, sei pregato di non aggiungerla, ma accertati piuttosto che la sua voce biografica contenga il template Bio e che i dati anagrafici siano correttamente compilati. Se il template Bio manca, inseriscilo tu stesso o, in alternativa, metti l'avviso {{tmp\|Bio}} che ne segnala la mancanza. Se i dati riportati sono sbagliati, correggi direttamente la voce biografica; le modifiche saranno visibili in questa lista entro pochi giorni. Per chiarimenti vedi il progetto antroponimi. La lista contiene solo le 119 persone che sono citate nell'enciclopedia e per le quali è stato implementato correttamente il template Bio. Pagina aggiornata al 22 giu 2025. |

Questa è una lista di persone presenti nell'enciclopedia che hanno il nome Fulvio, suddivise per attività principale.

## Allenatori di calcio(6)
- Fulvio Bonomi, allenatore di calcio e calciatore italiano (Seriate, n. 1960)
- Fulvio Fellet, allenatore di calcio e ex calciatore italiano (Pordenone, n. 1952)
- Fulvio Fiorin, allenatore di calcio e ex calciatore italiano (Milano, n. 1962)
- Fulvio Pea, allenatore di calcio e dirigente sportivo italiano (Casalpusterlengo, n. 1967)
- Fulvio Saini, allenatore di calcio e ex calciatore italiano (Biassono, n. 1962)
- Fulvio Simonini, allenatore di calcio, ex calciatore e dirigente sportivo italiano (Passirano, n. 1961)

## Allenatori di calcio a 5(1)
- Fulvio Colini, allenatore di calcio a 5 italiano (Roma, n. 1957)

## Ammiragli(1)
- Fulvio Martini, ammiraglio italiano (Trieste, n. 1923 - Roma, † 2003)

## Arbitri di calcio(1)
- Fulvio Pieroni, arbitro di calcio, dirigente sportivo e calciatore italiano (Roma, n. 1928 - † 2016)

## Archeologi(1)
- Fulvio Canciani, archeologo e storico dell'arte italiano (Trieste, n. 1937 - Latisana, † 2012)

## Architetti(1)
- Fulvio Irace, architetto e storico dell'architettura italiano (Salerno, n. 1950)

## Artisti(1)
- Fulvio Bianconi, artista, designer e grafico italiano (Ponte di Brenta, n. 1915 - Milano, † 1996)

## Astronomi(1)
- Fulvio Zanardini, astronomo italiano

## Attori(3)
- Fulvio Falzarano, attore italiano (Trieste, n. 1959)
- Fulvio Mingozzi, attore italiano (Lagosanto, n. 1925 - Roma, † 2000)
- Michael Reale, attore italiano (Pescara, n. 1967)

## Avvocati(3)
- Fulvio Croce, avvocato e partigiano italiano (Castelnuovo Nigra, n. 1901 - Torino, † 1977)
- Fulvio Milani, avvocato, politico e antifascista italiano (Modena, n. 1885 - Bologna, † 1945)
- Fulvio Pelli, avvocato, notaio e politico svizzero (Lugano, n. 1951)

## Calciatori(11)
- Fulvio Bussalino, ex calciatore italiano (Genova, n. 1956)
- Fulvio Collovati, ex calciatore e dirigente sportivo italiano (Teor, n. 1957)
- Fulvio Fonda, calciatore italiano (Trieste, n. 1931 - Trieste, † 2011)
- Fulvio Francesconi, ex calciatore italiano (Russi, n. 1944)
- Fulvio Macchi, ex calciatore italiano (Novara, n. 1940)
- Fulvio Mosca, ex calciatore italiano (Trieste, n. 1935)
- Fulvio Nesti, calciatore italiano (Lastra a Signa, n. 1925 - Firenze, † 1996)
- Fulvio Sulmoni, ex calciatore svizzero (Mendrisio, n. 1986)
- Fulvio Varljen, calciatore e allenatore di calcio italiano (Fiume, n. 1936 - Trieste, † 2021)
- Fulvio Zonch, calciatore e allenatore di calcio italiano (Romans d'Isonzo, n. 1929 - Romans d'Isonzo, † 2006)
- Fulvio Zuccheri, calciatore e allenatore di calcio italiano (Aiello del Friuli, n. 1958 - Cesena, † 2007)

## Canottieri(1)
- Fulvio Balatti, canottiere italiano (Mandello del Lario, n. 1938 - Mandello del Lario, † 2001)

## Cardinali(2)
- Fulvio Astalli, cardinale e vescovo cattolico italiano (Sambuci, n. 1655 - Roma, † 1721)
- Fulvio Giulio della Corgna, cardinale e vescovo cattolico italiano (Perugia, n. 1517 - Roma, † 1583)

## Cestisti(2)
- Chet Forte, cestista, regista e produttore televisivo statunitense (Hackensack, n. 1935 - San Diego, † 1996)
- Fulvio Polesello, ex cestista e allenatore di pallacanestro italiano (Roma, n. 1956)

## Ciclisti su strada(1)
- Fulvio Montini, ciclista su strada italiano (Sarezzo, n. 1914 - Roè Volciano, † 2003)

## Collaboratori di giustizia(1)
- Fulvio Lucioli, collaboratore di giustizia e mafioso italiano (Roma, n. 1954)

## Condottieri(1)
- Fulvio Gonzaga, condottiero e militare italiano (n. 1558 - Portiolo, † 1615)

## Critici letterari(2)
- Fulvio Longobardi, critico letterario e scrittore italiano (Roma, n. 1925 - Roma, † 2001)
- Fulvio Panzeri, critico letterario, saggista e poeta italiano (Renate, n. 1957 - Desio, † 2021)

## Diplomatici(1)
- Fulvio Testi, diplomatico e poeta italiano (Ferrara, n. 1593 - Modena, † 1646)

## Direttori artistici(1)
- Fulvio Paganin, direttore artistico, produttore cinematografico e regista italiano (Torino, n. 1976)

## Direttori d'orchestra(1)
- Fulvio Vernizzi, direttore d'orchestra italiano (Busseto, n. 1914 - Torino, † 2005)

## Direttori di banda(1)
- Fulvio Creux, direttore di banda, compositore e ex militare italiano (Pont-Saint-Martin, n. 1956)

## Dirigenti d'azienda(1)
- Fulvio Conti, dirigente d'azienda e dirigente pubblico italiano (Roma, n. 1947)

## Dirigenti sportivi(2)
- Fulvio Bernardini, dirigente sportivo, allenatore di calcio e calciatore italiano (Roma, n. 1905 - Roma, † 1984)
- Fulvio Rondini, dirigente sportivo e ex calciatore italiano (Viterbo, n. 1965)

## Filosofi(2)
- Fulvio Papi, filosofo italiano (Trieste, n. 1930 - Milano, † 2022)
- Fulvio Tessitore, filosofo, storico della filosofia e politico italiano (Napoli, n. 1937)

## Fondisti(2)
- Fulvio Scola, ex fondista italiano (Agordo, n. 1982)
- Fulvio Valbusa, ex fondista italiano (Verona, n. 1969)

## Fotografi(2)
- Fulvio Roiter, fotografo italiano (Meolo, n. 1926 - Venezia, † 2016)
- Fulvio Ventura, fotografo italiano (Torino, n. 1941 - Ghiffa, † 2020)

## Funzionari(1)
- Fulvio Sodano, prefetto italiano (Napoli, n. 1946 - Palermo, † 2014)

## Generali(3)
- Macriano Maggiore, generale romano († 261)
- Fulvio Riccieri, generale italiano (Perugia, n. 1862 - Duino, † 1917)
- Fulvio Zugaro, generale italiano (Roma, n. 1879 - Roma, † 1931)

## Germanisti(1)
- Fulvio Ferrari, germanista, critico letterario e traduttore italiano (Milano, n. 1955)

## Giocatori di baseball(1)
- Fulvio Valle, giocatore di baseball italiano (Sanremo, n. 1966)

## Giocatori di bridge(1)
- Fulvio Fantoni, giocatore di bridge italiano (Grosseto, n. 1963)

## Giornalisti(4)
- Fulvio Apollonio, giornalista italiano (Umago, n. 1923 - Firenze, † 2002)
- Fulvio Giuliani, giornalista, conduttore radiofonico e conduttore televisivo italiano (Napoli, n. 1969)
- Fulvio Grimaldi, giornalista italiano (Firenze, n. 1934)
- Fulvio Palmieri, giornalista, scrittore e sceneggiatore italiano (Roma, n. 1903 - Lacco Ameno, † 1966)

## Giuristi(1)
- Fulvio Gigliotti, giurista italiano (Catanzaro, n. 1966)

## Imprenditori(1)
- Fulvio Bracco, imprenditore e chimico italiano (Neresine, n. 1909 - Milano, † 2007)

## Medici(1)
- Fulvio Gherli, medico e alchimista italiano (Modena, n. 1670 - Guastalla, † 1735)

## Mezzofondisti(1)
- Fulvio Costa, mezzofondista italiano (Cogollo del Cengio, n. 1959 - Vicenza, † 1982)

## Militari(4)
- Fulvio Balisti, militare e politico italiano (Ponti sul Mincio, n. 1890 - Ponti sul Mincio, † 1959)
- Fulvio Jero, militare italiano (Roma, n. 1916 - Bardia, † 1941)
- Fulvio Milia, militare italiano (Trieste, n. 1963)
- Fulvio Setti, militare, aviatore e ostacolista italiano (Modena, n. 1914 - Modena, † 1991)

## Musicisti(2)
- Fulvio Binetti, musicista italiano (Milano, n. 1966)
- Fulvio Muzio, musicista, compositore e medico italiano (Milano, n. 1956)

## Nobili(1)
- Fulvio Alessandro della Corgna, nobile e politico italiano (Castiglione del Lago, n. 1589 - Castiglione del Lago, † 1647)

## Pallanuotisti(1)
- Fulvio Albanese, pallanuotista e allenatore di pallanuoto italiano (Genova, n. 1956 - Torino, † 2012)

## Partigiani(1)
- Fulvio Cerofolini, partigiano, politico e sindacalista italiano (Genova, n. 1928 - Genova, † 2011)

## Piloti automobilistici(1)
- Fulvio Ballabio, ex pilota automobilistico, imprenditore e ingegnere italiano (Milano, n. 1954)

## Piloti di rally(3)
- Fulvio Bacchelli, ex pilota di rally italiano (Trieste, n. 1951)
- Fulvio Ciervo, copilota di rally italiano (Firenze, n. 1962)
- Fulvio Florean, copilota di rally italiano (Savona, n. 1966)

## Pittori(1)
- Fulvio Muzi, pittore italiano (L'Aquila, n. 1915 - L'Aquila, † 1984)

## Politici(10)
- Fulvio Bodo, politico italiano (Vercelli, n. 1944 - Gattinara, † 2020)
- Fulvio Bonavitacola, politico italiano (Salerno, n. 1957)
- Fulvio Camerini, politico e cardiologo italiano (Trieste, n. 1925 - Trieste, † 2019)
- Fulvio Centoz, politico italiano (Aosta, n. 1975)
- Fulvio Follegot, politico italiano (Gaiarine, n. 1953 - † 2015)
- Fulvio Martusciello, politico italiano (Napoli, n. 1968)
- Fulvio Palopoli, politico italiano (San Vincenzo La Costa, n. 1937 - † 2008)
- Fulvio Suvich, politico e diplomatico italiano (Trieste, n. 1887 - Trieste, † 1980)
- Fulvio Tocco, politico italiano (Serrenti, n. 1952)
- Fulvio Zamponi, politico e sindacalista italiano (Pescia, n. 1901 - † 1991)

## Poliziotti(1)
- Fulvio Sbarretti, carabiniere italiano (Nocera Umbra, n. 1922 - Fiesole, † 1944)

## Presbiteri(2)
- Fulvio Cordignano, presbitero, missionario e gesuita italiano (Moggio Udinese, n. 1887 - Roma, † 1952)
- Fulvio Mariottelli, presbitero e bibliotecario italiano (Perugia, n. 1559 - Perugia, † 1639)

## Produttori cinematografici(1)
- Fulvio Lucisano, produttore cinematografico, produttore televisivo e imprenditore italiano (Roma, n. 1928)

## Psicologi(1)
- Fulvio Scaparro, psicologo e psicoterapeuta italiano (Tripoli, n. 1937)

## Registi(4)
- Fulvio Ottaviano, regista, sceneggiatore e produttore cinematografico italiano (Roma, n. 1957)
- Fulvio Risuleo, regista, sceneggiatore e fumettista italiano (Roma, n. 1991)
- Fulvio Tolusso, regista italiano (Trieste, n. 1934 - Firenze, † 1977)
- Fulvio Wetzl, regista, produttore cinematografico e sceneggiatore italiano (Padova, n. 1953)

## Rugbisti a 15(1)
- Fulvio Lorigiola, ex rugbista a 15, dirigente sportivo e avvocato italiano (Padova, n. 1959)

## Sassofonisti(1)
- Fulvio Sisti, sassofonista, cantante e pittore italiano (Milano, n. 1955 - Pisa, † 1998)

## Scenografi(1)
- Fulvio Jacchia, scenografo italiano

## Schermidori(1)
- Fulvio Galimi, schermidore argentino (Buenos Aires, n. 1927 - † 2016)

## Scrittori(6)
- Fulvio Abbate, scrittore italiano (Palermo, n. 1956)
- Fulvio Androzio, scrittore e gesuita italiano (Montecchio, n. 1523 - Ferrara, † 1575)
- Fulvio Capezzuoli, scrittore e critico cinematografico italiano (Milano, n. 1941 - Milano, † 2024)
- Fulvio Ervas, scrittore italiano (Musile di Piave, n. 1955)
- Fulvio Fo, scrittore, produttore cinematografico e sceneggiatore italiano (Luino, n. 1928 - Roma, † 2010)
- Fulvio Tomizza, scrittore italiano (Giurizzani, n. 1935 - Trieste, † 1999)

## Senatori(1)
- Fulvio Emiliano, senatore romano

## Teologi(1)
- Fulvio Ferrario, teologo italiano (Milano, n. 1958)

## Umanisti(2)
- Fulvio Pellegrino Morato, umanista italiano (Mantova - Ferrara, † 1548)
- Fulvio Orsini, umanista, storico e archeologo italiano (Roma, n. 1529 - Roma, † 1600)

## Vescovi cattolici(2)
- Fulvio Salvi, vescovo cattolico italiano (Siena, n. 1658 - Sovana, † 1727)
- Fulvio Tessaroli, vescovo cattolico italiano (Asola, n. 1879 - Canneto sull'Oglio, † 1953)

## Violinisti(1)
- Fulvio Macciardi, violinista e direttore teatrale italiano (Milano, n. 1959)

## Senza attività specificata(1)
- Fulvio Antonio Iannaco, docente | Attività2 =saggista italiano (Reggio Emilia, n. 1947 - Roma, † 2019)